# Гемпфілд Тауншип (округ Вестмор, Пенсільванія)
Гемпфілд Тауншип (англ. Hempfield Township) — селище (англ. township) в США, в окрузі Вестморленд штату Пенсільванія. Населення — 41 466 осіб (2020).

## Демографія
Згідно з переписом 2010 року, у селищі мешкала 43 241 особа в 17 581 домогосподарстві у складі 11 832 родин. Було 18645 помешкань
Расовий склад населення:
| - 95,5 % — білих - 2,4 % — чорних або афроамериканців - 0,9 % — азіатів - 0,1 % — корінних американців |

До двох чи більше рас належало 0,7 %. Частка іспаномовних становила 0,9 % від усіх жителів.
За віковим діапазоном населення розподілялося таким чином: 17,8 % — особи молодші 18 років, 62,3 % — особи у віці 18—64 років, 19,9 % — особи у віці 65 років та старші. Медіана віку мешканця становила 46,2 року. На 100 осіб жіночої статі у селищі припадало 98,8 чоловіків;  на 100 жінок у віці від 18 років та старших — 97,3 чоловіків також старших 18 років.
Середній дохід на одне домашнє господарство  становив 75 311 долар США (медіана — 58 287), а середній дохід на одну сім'ю — 91 035 доларів (медіана — 76 689). Медіана доходів становила 52 007 доларів для чоловіків та 37 290 доларів для жінок. За межею бідності перебувало 7,6 % осіб, у тому числі 9,0 % дітей у віці до 18 років та 7,4 % осіб у віці 65 років та старших.
Цивільне працевлаштоване населення становило 20 040 осіб. Основні галузі зайнятості: освіта, охорона здоров'я та соціальна допомога — 25,1 %, роздрібна торгівля — 13,3 %, виробництво — 13,3 %.